# Bergzijpke
Het Bergzijpke is een beek in Nederlands Zuid-Limburg in de gemeente Meerssen. De beek ligt bij Geulle op de rechteroever van de Maas en heeft een lengte van ongeveer 300 meter.
Op ongeveer 50 meter zuidelijker ontspringt aan de andere zijde van de weg de Armsterbeek, op ongeveer 300 meter naar het zuidoosten ontspringt de Hussebeek en op ongeveer 300 meter naar het noordwesten ontspringt de Hemelbeek.

## Ligging
De beek ligt op de westelijke helling van het Centraal Plateau in de overgang naar het Maasdal. De bron van de beek ligt in het Bunderbos op de helling bij de Slingerberg ten noordwesten van Hussenberg en ten noordoosten van Broekhoven. Na enkele meters gaat de beek onder de spoorlijn Maastricht - Venlo door en stroomt zij in noordwestelijke richting om onder de Kanaalweg achter het Julianakanaal uit de monden in de Hussebeek. De Hussebeek mondt bij Kasteel Elsloo uit in de Hemelbeek die op haar beurt in de Maas uitmondt.

## Geologie
De Bergzijpke ontspringt ten noorden van de Geullebreuk en ten zuiden van de Schin op Geulbreuk op een hoogte van ongeveer 60 meter boven NAP. Op deze hoogte dagzoomt klei uit het Laagpakket van Boom dat in de bodem een ondoorlatende laag vormt, waardoor het grondwater op deze hoogte uitstroomt.